# Hans-Joachim Schmiedel
Hans-Joachim Schmiedel (* 28. Juni 1934 in Meerane) ist ein deutscher Schauspieler.

## Leben und Wirken
Schmiedel erhielt in der DDR Schauspielunterricht und spielte anschließend Theater in Chemnitz und Erfurt. 1955 übersiedelte er in den Westen, ließ sich in Hamburg nieder und fand noch im selben Jahrzehnt Beschäftigung an kleinen Bühnen wie etwa dem Kammerspielkreis Lübeck.
Mit seiner Schlüsselrolle des Flüchtlings Banner, der in dem Filmdrama Verspätung in Marienborn auf DDR-Territorium auf einen westalliierten Militärzug aufspringt und damit einen schweren West-Ost-Zwischenfall zwischen Amerikanern und Russen hervorruft, gab Schmiedel 1963 einen bemerkenswerten Einstand vor der Kamera. Es folgten eine Reihe von Rollen in zum Teil recht ambitionierten Fernsehfilmen wie dem Dreiteiler Wie eine Träne im Ozean (1969). Wenig später zog Schmiedel mit Ehefrau und zwei Töchtern in die Nähe von Leeuwarden, in den Niederlanden. Nach seinem Auftritt in Hans-Jürgen Syberbergs Karl-May-Film beendete Hans-Joachim Schmiedel seine Film- und Fernsehtätigkeit.
Schmiedel blieb aber weiterhin dem Theater verbunden, so war er beispielsweise Anfang der 80er Jahre am Münchner Tourneetheater „die scene“ beschäftigt. In den frühen 70er Jahren hatte er in Wien am Theater der Jugend auch Regie geführt.

## Filmografie
- 1963: Verspätung in Marienborn
- 1964: Der Feigling und die Tänzerin
- 1965: It Happened Here
- 1965: Bernhard Lichtenberg
- 1965: Mutter Courage und ihre Kinder – Eine Chronik aus dem Dreißigjährigen Krieg
- 1967: Das Fräulein (Fernsehfilm)
- 1968: Die Söhne
- 1969: Der Vetter Basilio (Fernsehzweiteiler)
- 1969: Altersgenossen
- 1970: Wie eine Träne im Ozean
- 1970: Die Barrikade
- 1972: Die Abenteuer des braven Soldaten Schwejk (eine Folge)
- 1974: Fliegen und Stürzen
- 1974: Okay S.I.R. (Fernsehserie, eine Folge)
- 1974: Karl May